# Женіва (Небраска)
Женіва (англ. Geneva) — місто (англ. city) в США, в окрузі Філлмор штату Небраска. Населення — 2136 осіб (2020).

## Географія
Женіва розташована за координатами 40°31′46″ пн. ш. 97°35′57″ зх. д. / 40.52944° пн. ш. 97.59917° зх. д. (40.529543, -97.599075).  За даними Бюро перепису населення США в 2010 році місто мало площу 5,29 км², уся площа — суходіл.

## Демографія
Згідно з переписом 2010 року, у місті мешкало 2217 осіб у 926 домогосподарствах у складі 585 родин. Густота населення становила 419 осіб/км².  Було 1061 помешкання (201/км²).
Расовий склад населення:
| - 95,9 % — білих - 1,3 % — чорних або афроамериканців - 0,9 % — корінних американців |

До двох чи більше рас належало 1,2 %. Частка іспаномовних становила 3,1 % від усіх жителів.
За віковим діапазоном населення розподілялося таким чином: 26,2 % — особи молодші 18 років, 49,4 % — особи у віці 18—64 років, 24,4 % — особи у віці 65 років та старші. Медіана віку мешканця становила 44,3 року. На 100 осіб жіночої статі у місті припадало 86,8 чоловіків;  на 100 жінок у віці від 18 років та старших — 87,1 чоловіків також старших 18 років.
Середній дохід на одне домашнє господарство  становив 61 181 долар США (медіана — 48 750), а середній дохід на одну сім'ю — 65 203 долари (медіана — 55 417). Медіана доходів становила 42 688 доларів для чоловіків та 31 042 долари для жінок. За межею бідності перебувало 13,0 % осіб, у тому числі 14,9 % дітей у віці до 18 років та 7,6 % осіб у віці 65 років та старших.
Цивільне працевлаштоване населення становило 1066 осіб. Основні галузі зайнятості: освіта, охорона здоров'я та соціальна допомога — 29,5 %, виробництво — 10,0 %, роздрібна торгівля — 9,8 %.